# لي غرامونت
لي غرامونت (بالإنجليزية: Le Grammont)‏ هو أحد جبال سلسلة جبال الألب شابلايس وجزء من القمة الأم ليس جوميليس يقع في كانتون فاليز، سويسرا. يبلغ ارتفاع الجبل حوالي 2172 متر، بينما يبلغ ارتفاع نتوء الجبل 201 متر.